# Poemas sinfónicos (Liszt)

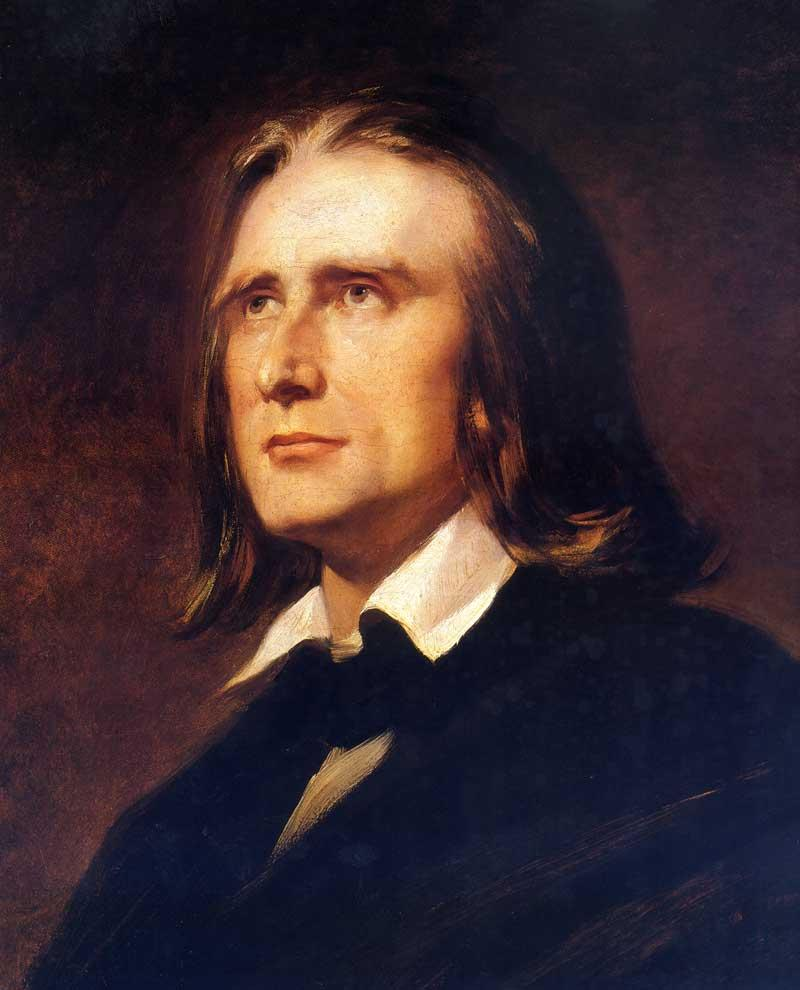
Retrato de Liszt (1856) por Wilhelm von Kaulbach.

Os poemas sinfónicos do compositor húngaro Franz Liszt são uma série de treze obras orquestrais, numeradas S.95-107. As primeiras doze foram compostas numa forma perfeitamente original, entre 1848 ou 1849 e 1858 (embora alguns utilizem material concebido anteriormente), e a última, Von der Wiege bis zum Grabe ("Do Berço ao Túmulo"), seguiu-se-lhes em 1882. Estes trabalhos ajudaram a estabelecer o género de música programática orquestral — composições escritas para ilustrar um plano extra-musical obtido através de uma peça de teatro, poema, pintura ou obra da natureza. Os poemas sinfónicos de Liszt inspiraram os poemas sinfónicos de Bedřich Smetana, Antonín Dvořák, Richard Strauss e outros compositores. Estas obras de Liszt são composições muito ricas em profundidade psicológica, com livre ordenação temática e que apresentam semelhanças com as sinfonias clássicas em alguns aspectos, mas noutros são altamente inovadoras.
A intenção do compositor, segundo o musicólogo Hugh Macdonald, foi de estas obras de movimento único "mostrarem a lógica tradicional do pensamento sinfónico." Por outras palavras, Liszt queria essas obras para mostrar uma complexidade da sua interação de temas semelhante à que é normalmente reservada para o movimento de abertura da sinfonia de forma clássica. Esta secção era normalmente considerada a mais importante no conjunto maior da sinfonia ao nível do desempenho académico e arquitetura musical. Ao mesmo tempo, Liszt queria incorporar as capacidades da música programática para inspirar os ouvintes a imaginar cenas, imagens ou estados de espírito. Para capturar essas qualidades dramáticas e evocativas, atingindo a escala de um movimento de abertura, combinou elementos da abertura e da sinfonia numa estrutura modificada da sonata. A composição dos poemas sinfónicos mostrou-se assustadora para Liszt, pois foram submetidos a um processo contínuo de experimentação criativa, que incluiu várias etapas da composição, ensaio e revisão até chegar a um equilíbrio na forma musical.
Ciente de que o público apreciou a música instrumental com o seu contexto, Liszt fez prefácios escritos para nove dos seus poemas sinfónicos. No entanto, para Liszt o poema sinfónico tendia a ser evocativo, usando-se a música para criar uma disposição geral ou uma atmosfera em vez de ilustrar uma narrativa ou descrever algo literalmente. Neste sentido, Humphrey Searle, especialista em Liszt, sugere que ele poderá ter estado mais perto do seu contemporâneo Hector Berlioz do que de muitos dos que iriam segui-lo ao escreverem poemas sinfónicos.

## Antecedentes
Segundo o crítico musical e historiador Harold C. Schonberg, a chegada da Revolução Industrial trouxe mudanças no modo de vida das classes trabalhadoras do começo do século XIX. As classes sociais mais baixas e as médias começaram a interessar-se pelas artes, que antes tinham sido desfrutadas maioritariamente pelo clero e aristocracia. Na década de 1830 havia poucas salas de concertos e as orquestras faziam principalmente a produção de óperas sinfónicas que eram consideradas de menor importância. Porém, o cenário da música europeia iria sofrer uma transformação na década de 1840. Os concertos públicos converteram-se em hábito e o número de representações aumentou rapidamente em vários lugares. Os programas duravam frequentemente três horas, «mesmo se o conteúdo fosse ligeiro: duas sinfonias ou mais, duas aberturas, números vocais e instrumentais, duetos, um concerto». Aproximadamente metade da música representada era de natureza vocal. As sinfonias de Wolfgang Amadeus Mozart, Joseph Haydn ou Ludwig van Beethoven normalmente abriam ou concluíam os concertos e «enquanto essas obras eram reverenciadas como modelos de grande música, nos últimos tempos tinham perdido popularidade para as árias e as cenas das óperas e oratórios que punham o público em pé em metade desses concertos».
O futuro do género sinfónico era duvidoso. O musicólogo Mark Evan Bonds escreveu que «mesmo as sinfonias de compositores do século XIX tão conhecidos como Étienne Nicolas Méhul, Gioachino Rossini, Luigi Cherubini, Ferdinand Hérold, Carl Czerny, Muzio Clementi, Carl Maria von Weber e Ignaz Moscheles eram vistas na sua época como a sombra das de Haydn, Mozart, Beethoven ou de alguma combinação dos três». Se muitos compositores continuaram a escrita de sinfonias durante as décadas de 1820 e 1830, havia, no entanto, «um sentido crescente de que ditas obras eram muito inferiores esteticamente às de Beethoven… A verdadeira questão não era se se poderiam escrever ainda sinfonias mas se o género poderia continuar em prosperidade e crescimento como tinha acontecido no meio século anterior pelas mãos de Haydn, Mozart e Beethoven. Neste sentido, havia graus variáveis de ceticismo e quase ninguém era otimista». Hector Berlioz era o único compositor «capaz de competir satisfatoriamente com o legado de Beethoven». No entanto, Felix Mendelssohn, Robert Schumann e Niels Gade também obtiveram êxito com as suas sinfonias, detendo temporalmente o debate referente à morte do género. Apesar de tudo, os compositores mudaram gradualmente a «forma mais compacta» da abertura de concerto «como um veículo com o qual misturar as ideias musicais, narrativas e pictóricas». Como exemplos listam-se as aberturas de Mendelssohn Sonho de uma Noite de Verão (1826) e As Hébridas (1830).

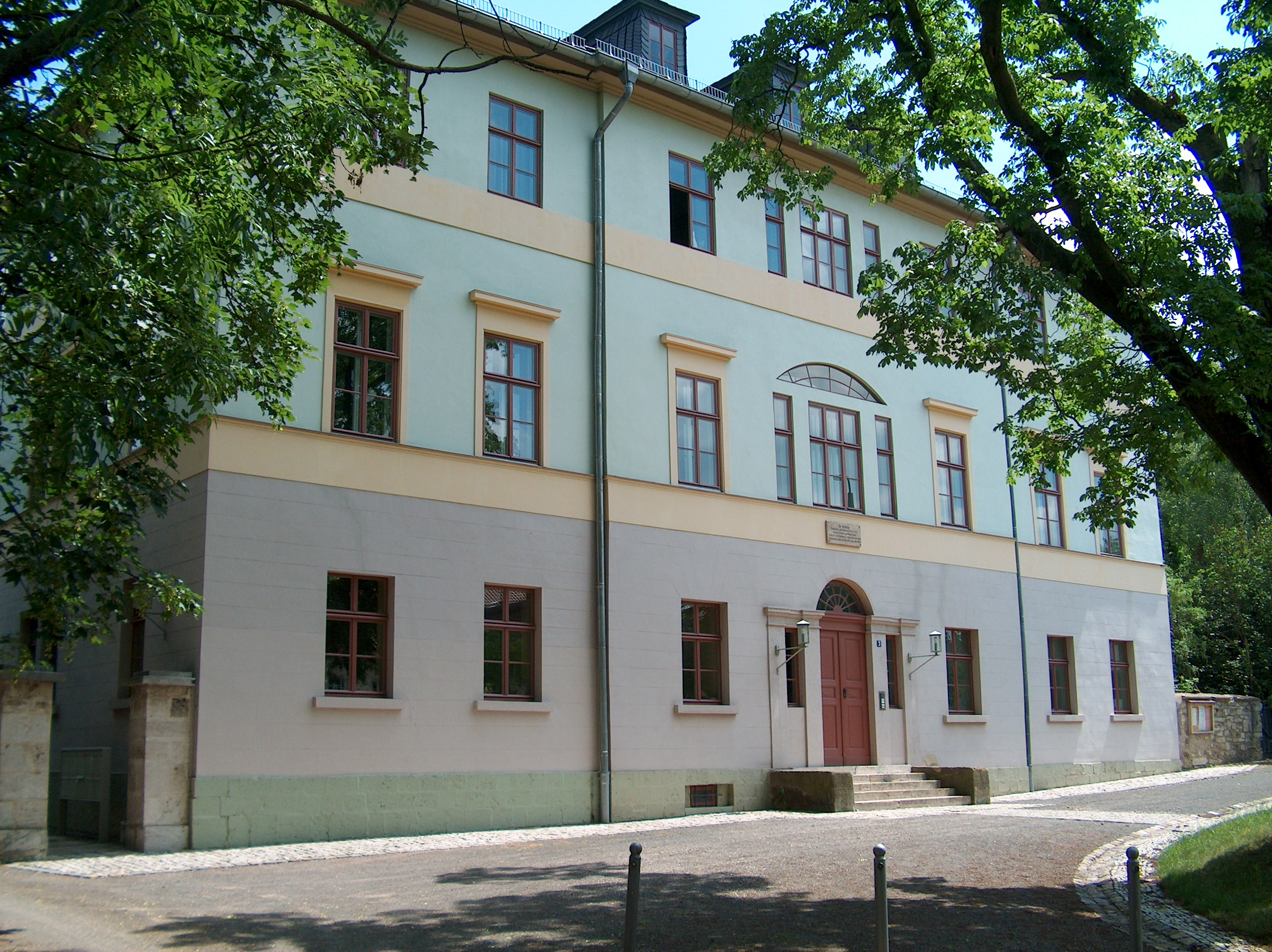
Altenburg, residência de Franz Liszt em Weimar (Alemanha) entre 1848–1861, época na qual compôs os seus primeiros doze poemas sinfónicos.

Franz Liszt, compositor húngaro, tinha tentado escrever a sua Sinfonia revolucionária já em 1830; mas no início da sua vida adulta centrou os seus interesses principalmente na sua carreira como intérprete. Em 1847, Liszt era famoso na Europa como um virtuoso pianista. A «Lisztomania» percorria toda a Europa, e a carga emocional dos seus recitais converteram os concertos em «algo místico em vez de serem eventos musicais sérios» e a reação de muitos dos ouvintes poderia ser descrita como histérica. O musicólogo Alan Walker afirma que «Liszt era um fenómeno natural e a gente era dominada por ele… Com a sua cativante personalidade, a sua larga melena de cabelo solto criou uma encenação assombrosa. Havia muitos testemunhos para declarar que a sua interpretação tinha melhorado realmente o estado de ânimo da audiência a um nível de êxtase místico». Os pedidos para realizar concertos «aumentaram exponencialmente» e «cada aparição pública provocava a procura de outra dúzia». Liszt desejava compor música, como trabalhos orquestrais a grande escala, mas acabava por não ter tempo para o fazer devido às suas viagens como virtuoso do piano. Em Setembro de 1847 Liszt deu o seu último recital público como artista contratado, e anunciou a sua retirada do circuito de concertos, instalando-se em Weimar, onde tinha sido Kapellmeister honorífico em 1842, para trabalhar nas suas composições.
Weimar era uma pequena cidade para a qual Liszt se que sentia muito atraído. Dois dos homens de letras mais importantes da Alemanha, Johann Wolfgang von Goethe e Friedrich Schiller, tinham lá vivido. Como um dos centros culturais da Alemanha, Weimar tinha um teatro e uma orquestra além dos seus próprios pintores, poetas e cientistas. A Universidade de Jena também era próxima., mas o mais importante era que na cidade vivia a mecenas das artes e das ciências Maria Pavlovna, irmã do czar Nicolau I da Rússia. «Esta tripla aliança de corte, teatro e academia era difícil de resistir». A cidade também recebeu a sua primeira linha ferroviária em 1848, o que permitia a Liszt um acesso razoavelmente rápido ao resto da Alemanha.

## Invenção do poema sinfónico
Liszt desejava expandir as obras de um único movimento para além da forma de abertura de concerto. A música das aberturas permite inspirar os espetadores a imaginar cenários, imagens ou estados de alma; Liszt tentou combinar estas qualidades programáticas com a escala e a complexidade normalmente reservadas para o movimento de abertura das sinfonias tradicionais. O movimento de abertura, com a sua interação de temas contrastantes sob a forma sonata, era habitualmente considerado a parte mais importante da sinfonia. Para alcançar os seus objetivos, Liszt necessitava de um método mais flexível que a forma sonata para desenvolver temas musicais mas devia preservar completamente a unidade musical da composição.

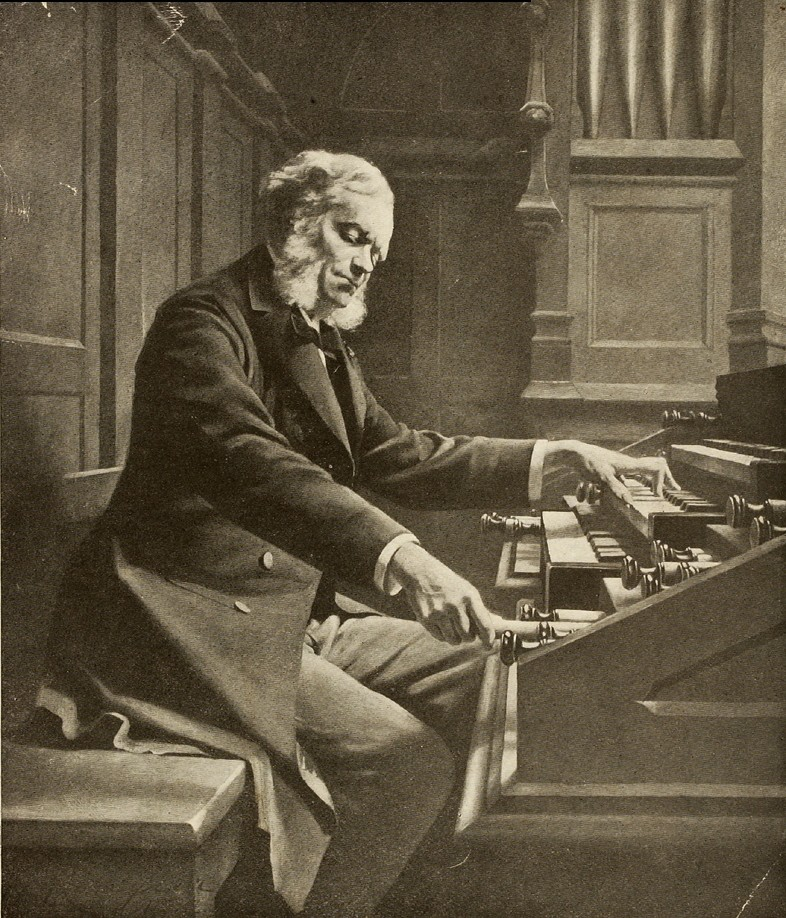
De acordo com o musicólogo Norman Demuth e outros, César Franck escreveu o primeiro poema sinfónico.

Liszt encontrou o seu método a partir de duas práticas de composição, que usou nos seus poemas sinfónico. A primeira era a forma cíclica, um procedimento estabelecido por Beethoven no qual certos movimentos não estão apenas ligados, mas realmente refletem o conteúdo mútuo. Liszt levou a prática de Beethoven mais além, ao combinar movimentos separados numa estrutura cíclica de um só movimento. Muitos dos trabalhos da maturidade de Liszt seguem este padrão, onde Les Préludes é um dos mais conhecidos exemplos. A segunda prática era a transformação temática, um tipo de variação no qual um tema muda, não para um tema relacionado ou subsidiário, mas para algo novo, separado e independente. A transformação temática, tal como a forma cíclica, não era nova em si mesma; tinha já sido usada por Mozart e Haydn. No movimento final da sua Nona Sinfonia, Beethoven tinha transformado o tema do "Hino da Alegria" numa marcha turca. Weber e Berlioz tentaram também transformar temas, e Schubert usou a transformação temática para ligar movimentos na sua Wanderer-Fantasie, uma obra que teve uma enorme influência em Liszt. Porém, Liszt aperfeiçoou a criação de estruturas significativamente mais longas apenas por transformação temática, não apenas nos poemas sinfónicos mas também em outras obras como o seu Segundo Concerto para Piano e a Sonata para piano em si menor. De facto, quando uma obra tinha de ser encurtada, Liszt tinha a tendência de cortar secções de desenvolvimento musical convencional e preservar secções de transformação temática.
Entre 1845 e 1847, o compositor francês César Franck escreveu uma peça orquestral tendo por base o poema Ce qu'on entend sur la montagne de Victor Hugo. A peça exibe características de poema sinfónico, e alguns musicólogos, como Norman Demuth e Julien Tiersot, consideram-na a primeira no seu género, precedendo as composições de Liszt. Contudo, Franck não publicou ou tocou a sua peça; nem definiu o seu género. A determinação de Liszt em explorar e promover o poema sinfónico deu-lhe a reputação de ser o inventor do género.
Até ficar cunhado o termo "poema sinfónico", Liszt colocou várias destas novas obras orquestrais como aberturas; de facto, alguns dos poemas eram inicialmente aberturas ou prelúdios para outras obras, só sendo depois expandidas ou reescritas além dos limites dados à forma da abertura. A primeira versão de Tasso, afirmou Liszt, era uma abertura incidental para o drama de Johann Wolfgang von Goethe, de 1790, com o título Torquato Tasso, representado para o festival do centenário de Goethe, em Weimar. Orpheus foi primeiramente tocada em  Weimar em 16 de fevereiro de 1854 como prelúdio à ópera Orfeo ed Euridice de Christoph Willibald Gluck. De forma semelhante, Hamlet começou em 1858 por ser um prelúdio para uma tragédia shakespeareana. Liszt usou pela primeira vez o termo "poema sinfónico" em público num concerto em Weimar em 19 de abril de 1854, para descrever Tasso. Cinco dias mais tarde, usou o termo "poèmes symphoniques" numa carta a Hans von Bülow para descrever Les Preludes e Orpheus.

## Processo de composição
A forma musical é particularmente incisiva nos poemas sinfónicos de Liszt. Como estruturas puramente musicais, os poemas sinfónicos não seguem uma apresentação ou desenvolvimento dos temas de forma rígida, como seria no caso da forma sonata. Em vez disso, seguem um padrão solto e episódico, no qual motivos—melodias recorrentes associadas a um tema—são tematicamente transformadas de um modo similar ao que Richard Wagner tornaria famoso posteriormente. Recapitulações, onde os temas são normalmente reafirmados depois de serem combinados e postos em contraste no desenvolvimento, são condensados, enquanto codas, que geralmente encerram as peças, são alongadas para uma extensão que afecta a conceptualização dos temas pelo ouvinte. Os temes misturam-se em novos e inesperados padrões de ordem, e estruturas de três ou quatro movimentos combinam-se em um só num processo contínuo de experimentação criativa.

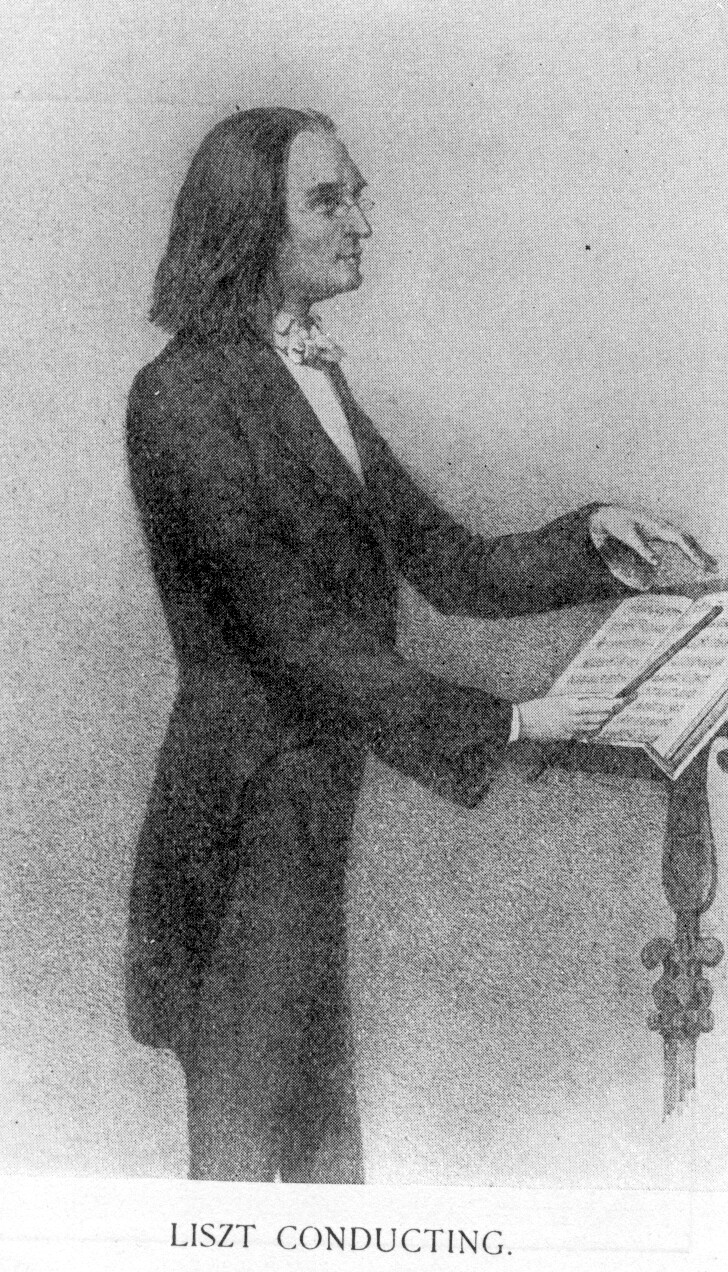
Liszt dirigindo a orquestra. "Preciso de ouvir [as minhas obras]", escreveu, "para fazer uma ideia delas."

Parte desta experimentação criativa era por tentativa e erro. Liszt elaborou composições com secções variadas de música, não necessariamente com inícios e finais distintos. Esboçava secções, às vezes sem as terminar, num pequeno número de compassos com alguma indicação para a orquestração. Depois de um assistente—August Conradi de 1848 a 1849, Joachim Raff de 1850 a 1853—compreender as ideias de Liszt e fornecer uma partitura com um padrão aceitável, Liszt faria então as revisões; movia secções para formar diferentes relações estruturais, e modificava materiais de ligação ou compunha-os de novo, completando a peça musical. A partitura era copiada, depois levada a ensaio com a orquestra da corte de Weimar e as mudanças posteriores eram feitas à luz da experiência prática. Muitos anos depois, Liszt lembrava-se como o seu desenvolvimento das composições se fazia ao ouvir uma orquestra executar as suas obras: "Preciso de as ouvir para fazer uma ideia delas." Ainda dizia que era muito mais por esta razão, do que manter um público, que as promovia em Weimar e noutros sítios. Depois de muitos estágios de composição, ensaio e revisão, Liszt chegaria a uma versão onde a forma musical pareceria equilibrada e ficaria satisfeito. Porém, era seu hábito fazer alterações a partituras já impressas. Na sua perspectiva, as suas composições eram sempre "obras em progresso" à medida que continuava a dar-lhes forma, ou adicionar ou retirar material. Em alguns casos, uma composição poderia existir em quatro ou cinco versões em simultâneo.
Tasso, baseado na vida do poeta italiano do século XVI Torquato Tasso, é um exemplo perfeito tanto do método de trabalho de Liszt como das suas metas baseadas na experimentação incessante. A versão de 1849 seguiu-se a um formato de abertura convencional, dividido numa parte lenta ("Lamento") e uma rápida ("Triunfo"). Mesmo com esta divisão, toda a obra era um conjunto de variações numa só melodia — um hino popular cantado a Liszt por um gondoleiro em Veneza no final da década de 1830. Entre as mais significativas revisões que Liszt fez está a adição de uma secção central em pleno minueto. O tema do minueto era, de novo, uma variação do hino do gondoleiro, assim se constituindo como mais um exemplo de transformação temática. Mais calma que qualquer das secções, pretendia ilustrar os anos mais estáveis de Tasso ao serviço da família Este em Ferrara. Numa nota de rodapé, Liszt informa o maestro que a orquestra "assume um papel dual" nesta secção; as cordas tocam uma peça auto-contida baseada na versão original do hino do gondoleiro, enquanto as madeiras tocam outra, baseada na variação usada no minueto. Tal era muito à moda do compositor italiano Pietro Raimondi, cuja mestria no contraponto era tal que escreveu três oratórios—Joseph, Potiphar e Jacob—que podiam ser tocados tanto individual como conjuntamente. Liszt fez um estudo da obra de Raimondi mas o compositor italiano morreu antes de Liszt se poder encontrar com ele pessoalmente. Enquanto a parte do minueto foi provavelmente adicionada para formar uma ponte musical entre o lamento da abertura e o final triunfal, com outras alterações "tornou a 'Abertura Tasso' numa não-abertura". A peça tornou-se "demasiado longa e desenvolvida" para ser considerada como uma abertura e foi reclassificada como poema sinfónico.

## Conteúdo programático
Liszt escreveu prefácios para nove dos seus poemas sinfónicos. Conhecia bem o apego do público por associar histórias à música instrumental. Num gesto característico, passou a dar um contexto antes que outros inventassem qualquer coisa em seu lugar. Liszt poderá ter sentido que desde que muitas das suas obras foram escritas em novas formas musicais, algum tipo de explicação verbal ou escrita seria bem-vinda. Mas, como Liszt escreveu os seus prefácios ou programas para estas obras bem depois de compor a música, juntamente com a teoria que a sua companhia de então, a Princesa Carolyne zu Sayn-Wittgenstein teve provavelmente uma ajuda na sua formulação, sendo possível que a posteridade tenha sobrestimado a importância do pensamento extramusical nos poemas sinfónicos de Liszt. Liszt tinha um ponto de vista idealizado do poema sinfónico como evocativo e não representativo. Focava-se em geral mais na expressão de ideias poéticas ao criar disposições e atmosferas, retraindo-se de descrições narrativas ou realismos pictóricos.

## O papel de Joachim Raff

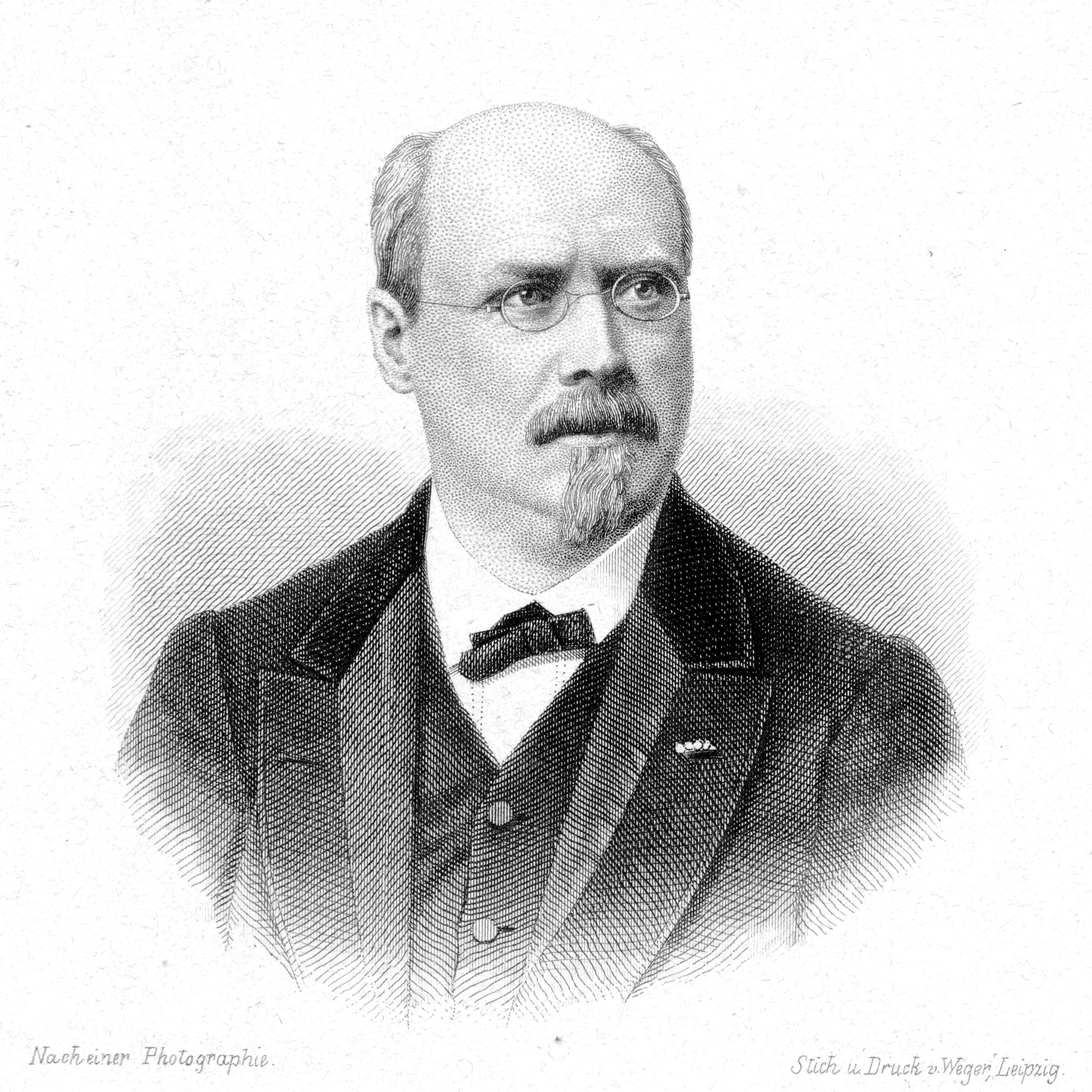
Joachim Raff, que afirmou ter um papel importante no processo de composição de Liszt.

Quando Liszt começou a escrever poemas sinfónicos, "tinha muito pouca experiência em lidar com a orquestra … o seu conhecimento da técnica de instrumentação era deficiente e dificilmente tinha já composto algo para a orquestra." Por estes motivos confiou inicialmente nos seus assistentes August Conradi e Joachim Raff para preencher as falhas no seu conhecimento e encontrar a sua "voz orquestral". Raff, "um talentoso compositor com um entendimento imaginativo da orquestra", dava assistência próxima a Liszt. Também o ajudaram os "virtuosi" presentes na altura na orquestra da corte de Weimar, com o trombonista Moritz Nabich, a harpista Jeanne Pohl e os violinistas Joseph Joachim e Edmund Singer. "[Liszt] interagia diariamente com estes músicos, e as suas discussões devem ter sido preenchidas com 'conversas do ofício'." Tanto Singer como o violoncelista Bernhard Cossmann eram instrumentistas de orquestra experimentados que provavelmente conheciam os diversos efeitos instrumentais que a secção de cordas podia produzir—conhecimento que seria de enorme valor para Liszt, e sobre o qual poderá ter discutido com ambos. Com tantos talentos com quem aprender, Liszt poderá ter aperfeiçoado rapidamente as técnicas de composição orquestral. Em 1853 sentiu que não necessitava já da assistência de Raff e a sua associação profissional terminou em 1856. Também  em 1854 Liszt recebeu um instrumento especialmente concebido chamado "piano-órgão" da empresa "Alexandre et fils" de Paris. Este enorme instrumento, combinação de piano e órgão, era basicamente uma pequena orquestra numa só peça com três teclados, oito registos, pedias e um conjunto de tubos que reproduzia os sons de todos os instrumentos de sopro. Com ele, Liszt pôde ensaiar várias combinações instrumentais a seu prazer e como ajuda para a orquestração.
Enquanto Raff foi capaz de dar a Liszt "sugestões práticas [de orquestração] que eram de grande valor para Liszt", poderá ter havido "um desentendimento" da natureza da sua colaboração. Liszt quis aprender mais sobre instrumentação e agradeceu a especialização de Raff nesta área. Daí ter dado a Raff esboços em piano para orquestrar, como fizera com Conradi — "para que os pudesse ensaiar, reflectir neles, e então, com a sua confiança a aumentar, mudá-los." Raff não concordou, ficando com a impressão de que Liszt o queria em termos iguais como colaborador por inteiro. Em 1850, enquanto assistia a um ensaio de Prometheus, disse a Bernhard Cossmann "Ouça a instrumentação. Fui eu que a fiz."
Raff continuou a afirmar-se o seu papel no processo de composição de Liszt. Algumas referências, publicadas postumamente pela revista Die Musik em 1902 e 1903, sugerem que era um colaborador em igualdade com Liszt. As alegações de Raff são apoiadas por Joseph Joachim, que esteve activo em Weimar aproximadamente na mesma altura de Raff. Walker indica que Joachim disse à viúva de Raff "que tinha visto Raff 'produzir orquestrações completas a partir de esboços para piano.'" Joachim disse ao biógrafo de Raff, Andreas Moser, que "o concerto em mi bemol maior fora orquestrado inteiramente por Raff." As afirmações de Raff e Joachim questionaram a autoria da música orquestral de Liszt, em especial dos poemas sinfónicos. Esta especulação foi colocada de parte quando o compositor e especialista em Liszt Peter Raabe comparou cuidadosamente todos os esboços então conhecidos das obras orquestrais de Liszt com as versões publicadas das mesmas obras. Raabe demonstrou que, independentemente da posição face aos primeiros esboços, ou de quanta assistência Liszt poderá ter recebido de Raff ou Conradi nessa altura, todas as notas das versões finais representam as intenções de Liszt.

## Os treze poemas sinfónicos

### Ce qu'on entend sur la montagne(O que se ouve na montanha)

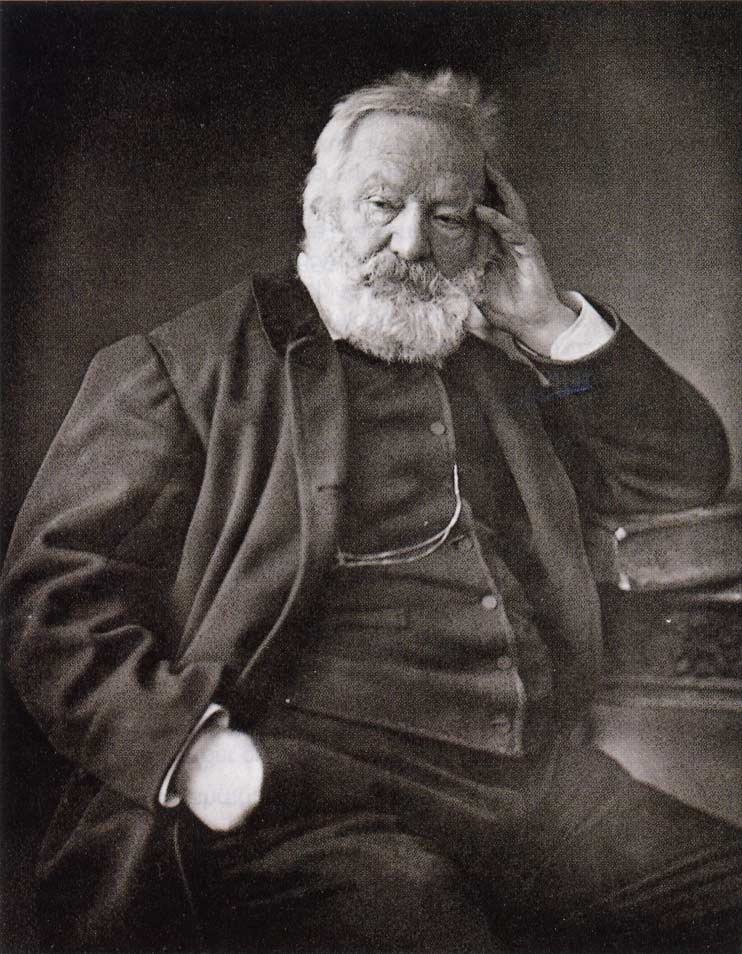
O primeiro poema sinfónico de Liszt foi inspirado numa obra de Victor Hugo.

Liszt classificou o poema Ce qu'on entend sur la montagne (em português: O que se ouve na montanha), S.95, como uma Bergsinfonie (Sinfonia da Montanha). Só por aqui se entende já o conceito alargado de "sinfonia" do autor. Este poema sinfónico é baseado na obra homónima de Victor Hugo, incluído nas Folhas de Outono. Em 1833 Liszt compôs um esboço da obra, que foi instrumentada apenas em 1849. A obra explora a dualidade (já presente na obra de Victor Hugo) entre a "voz jovial e pacífica" da natureza e o "pranto" da humanidade sempre revoltada. Estreou em fevereiro de 1850, em Weimar.
Foi composta para os seguintes instrumentos: três flautas, dois oboés, três clarinetes, dois fagotes, quatro trompas, três trompetes, uma tuba, percussão, harpa e instrumentos de corda. O tempo de execução é de cerca de 30 minutos.
Na primeira parte são expostos os temas da natureza e da humanidade, bem diferenciados. As cordas iniciam com um Poco allegro. O oboé e flauta continuam, chegado os metais posteriormente, com remate em Maestoso assai. Os temas da humanidade são expostos  num Allegro agitato assai. Termina com um Andante com os trombones e a tuba, que simbolizam a presença do divino. Na segunda parte os temas repetem-se, mas com fagotes, trompas e trompetes num Andante religioso, terminando tudo num pianissimo com o timbale a concluir.

### Tasso, Lamento e Trionfo(Tasso, Lamento e Triunfo)

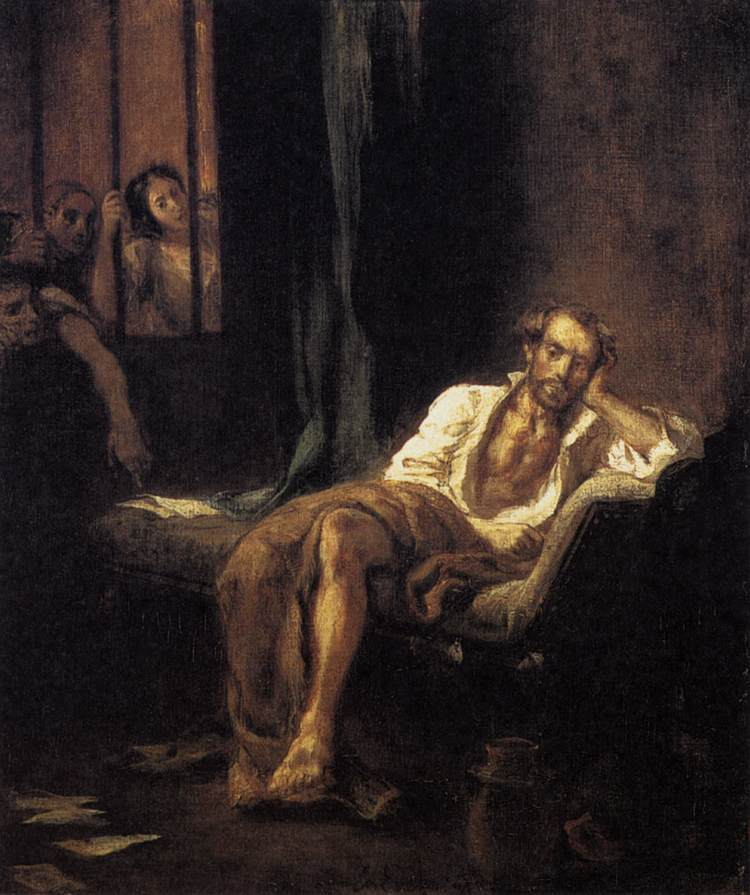
«Tasso no hospital de Santa Ana de Ferrara», pintura de Eugène Delacroix.

Tasso, Lamento e Trionfo (em português: Tasso, Lamento e Triunfo), S.96, é uma obra comovente, escrita por ocasião do centenário de Goethe para servir de abertura à sua peça teatral Torquato Tasso, drama em cinco actos e escrita na década de 1780. Foi estreada em 28 de agosto de 1849, no Teatro da Corte de Weimar. A partitura foi muitas vezes revista, especialmente por Joachim Raff, e só em 1854 ficaria pronta uma versão definitiva.
No prefácio a Tasso, Liszt refere-se não apenas a Goethe mas também ao poema sobre Tasso de Lord Byron, admitindo que o influenciou. Afirmou:
«Tasso amou e sofreu em Ferrara, foi vingado em Roma, e mesmo hoje vive nas canções populares de Veneza. Estes três momentos são inseparáveis da sua fama imortal. Para os reproduzir musicalmente, primeiro fez-se a grande sombra que vagueia através das lagoas de Veneza, ainda hoje; depois o seu semblante surge, nobre e melancólico, quando olha para as celebrações em Ferrara, onde criou as suas obras primas; e finalmente seguimo-lo até Roma, a Cidade Eterna, que o coroou com a fama e, assim, presta-lhe homenagem, como mártir e poeta».
Os românticos consideravam a alienação, particularmente a própria e a social, como uma característica do génio artístico. Ambas as formas de alienação estão presentes no poema de Byron e segundo alguns críticos isso influenciou o plano tonal e formal de Liszt para esta obra. O tema secundário é em mi maior, uma tonalidade maior relativamente distante da terceira aumentada da tonalidade menor da peça. Liszt queria usar a mesma relação de terceira aumentada, possivelmente com intenção semelhante, tanto em Prometheus como na Sinfonia Fausto. As expectativas tonais continuam no minueto central, escrito em fá sustenido e tonalmente distante da tónica dominante, provocando sensação de afastamento.
A obra está instrumentada para flautim, 2 flautas, 2 oboés, 2 clarinetes em si bemol, clarinete baixo em si bemol, 2 fagotes, 4 trompas em si bemol e dó, 4 trompetes em dó, 2 trombones tenores, trombone baixo, tuba, triângulo, caixa, prato, bumbo, harpa e secção de cordas. Encontra-se dividida em duas partes distintas: a primeira é monotemática, um canto de gondoleiro, que se constitui como leitmotiv; aí se transpõe para música a solidão e o desespero do poeta apaixonado por Leonor d'Este, irmã do duque de Ferrara; um minueto evoca a doçura da vida da corte em Ferrara., e o canto de Tasso explode na segunda parte no "triunfo", com forte presença dos metais da orquestra.

### Les Préludes(Os Prelúdios)
Les Préludes (em português: Os Prelúdios), S.97, é o terceiro do ciclo. A obra foi dirigida pelo próprio Liszt no dia da sua estreia, em 23 de fevereiro de 1854 num concerto no «Hoftheater» de Weimar. A partitura foi publicada em abril de 1856 e as partes orquestrais em janeiro de 1865 pela editora Breitkopf & Härtel de Leipzig. Les Préludes é o mais popular dos Poemas sinfónicos de Liszt.
Tal como nos poemas sinfónicos anteriores, há um motivo gerador - que neste caso é uma célula de três notas - que se ouve desde o início. A peça começa com uma lenta e misteriosa sonoridade das cordas que tocam piano em uníssono. Segue-se um Andante maestoso com compasso 12/8 e no qual se investe com toda a potência sonora o tema principal, com trombones, fagotes e as cordas graves em dó maior. Na sequência vêm os «prelúdios» propriamente ditos - climas sonoros contrastados que retratam a felicidade e a serenidade, com uma dança campestre acompanhada. Os instrumentos de sopro retomam o tema principal que leva a um Andante marziale ritmado pela percussão. que ilustra os combates da vida. A peça conclui com um tutti em dó maior exaltando as forças da vida. Durante a Segunda Guerra Mundial, os alemães usaram um motivo de fanfarra dessa marcha final para anunciar a sua vitória nas mensagens que emitiam.

### Orpheus(Orfeu)

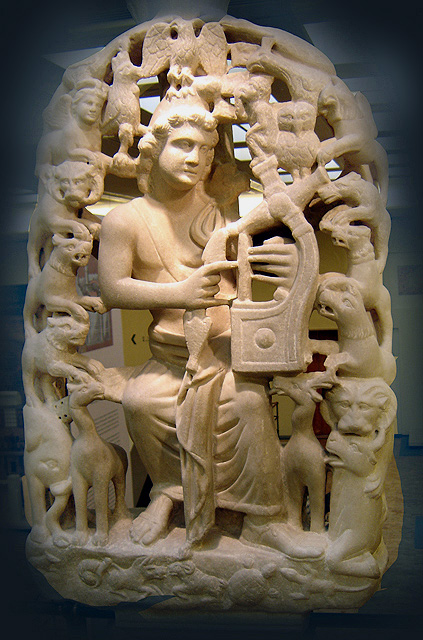
Orfeu com a lira, rodeado por animais, Museu Bizantino e Cristão, Atenas.

Orpheus (Orfeu), S.98, foi composto entre 1853 e 1854 e é o número 4 do ciclo de poemas sinfónicos. Foi representado pela primeira vez em 16 de fevereiro de 1854, dirigido pelo próprio compositor, como introdução à ópera de Christoph Willibald Gluck Orfeu e Eurídice. O motivo da representação foi a celebração do aniversário da grã-duquesa Maria Pavlovna, que era aficionada pela música e mecenas do compositor em Weimar.
No seu prefácio, Liszt descreve um jarrão etrusco que representa Orfeu e alude ao efeito civilizador na humanidade. Esta referência ao efeito nobilizante de Orfeu e à sua arte pode ter vindo do Orfeu representado na obra de 1829 Orphée, de Pierre-Simon Ballanche, filósofo de Lyon. Para introduzir as leis da civilização, nesta obra de nove volumes Orfeu lidera a humanidade para a idade moderna; Ballanche fê-lo para promover uma nova filosofia para toda a Europa. Liszt era um conhecido seguidor de Ballanche e o entusiasmo do compositor foi partilhado por membros dos salões franceses durante a década de 1830, especialmente por George Sand.
A instrumentação desta obra é especialmente notável, e inclui duas harpas; ambas representam a lira de Orfeu e centram a atenção do espectador imediatamente em si. A harpista Jeanne Pohl, uma dos novos intérpretes virtuosos que foi chamada por Liszt a Weimar para ampliar a orquestra da corte, inspirou o compositor a escrever estes efeitos. Orpheus não é uma obra longa e tem forma de um crescendo gradual seguido de um final tranquilo que volta ao estado de ânimo da abertura. Ao contrário de muitos outros poemas sinfónicos de Liszt, a música deste permanece em grande parte contemplativa. Por essa razão, converteu-se na peça favorita do genro de Liszt, o compositor Richard Wagner.

### Prometheus(Prometeu)

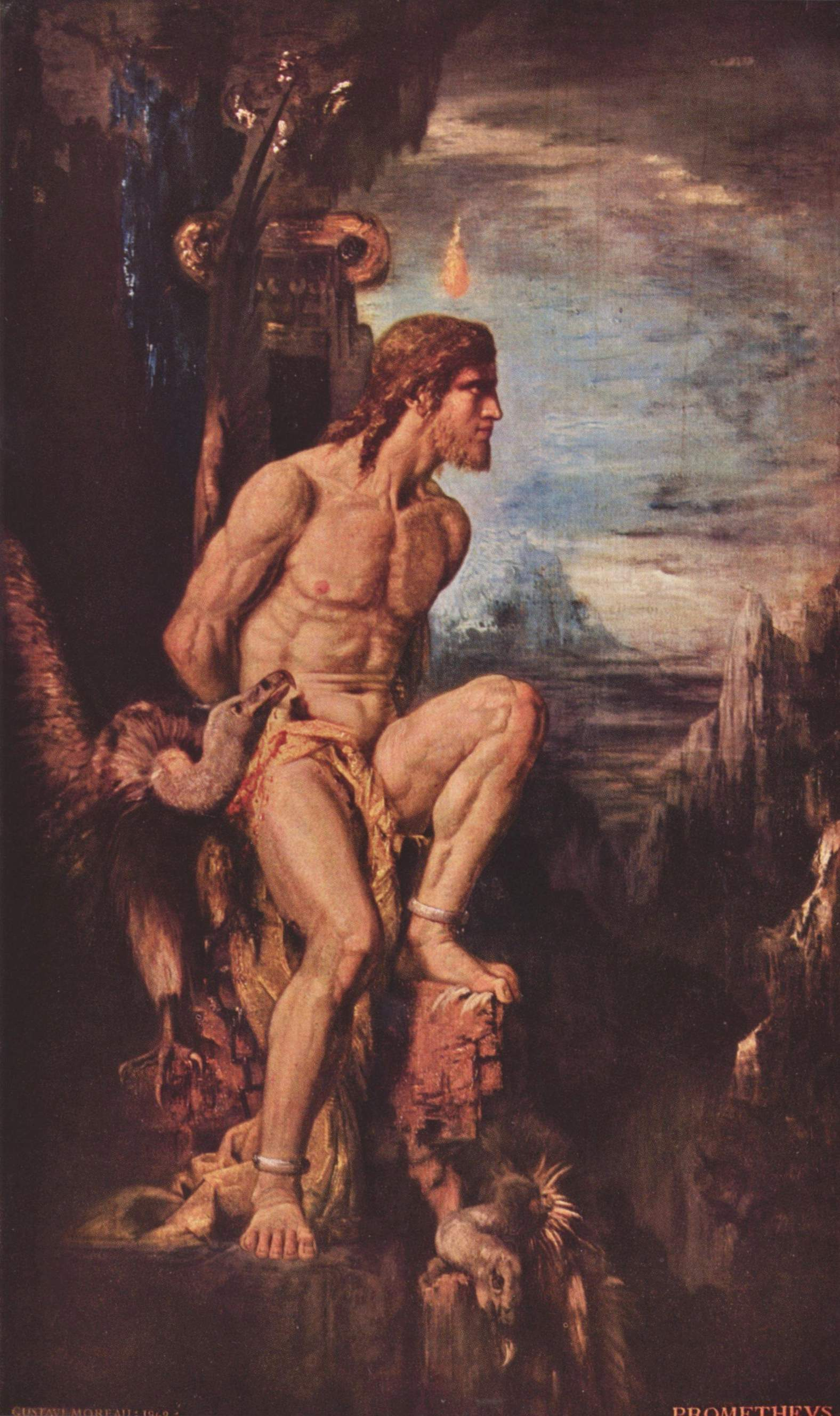
Prometeu, de Gustave Moreau

Em 1850, Franz Liszt compôs uma abertura e oito coros com orquestra de acompanhamento para a obra de Johann Gottfried Herder Der entfesselte Prometheus («Prometeu Libertado»), uma obra mitológica de treze cenas pensada como sequela do Prometeu Agrilhoado de Ésquilo. Foi representada durante o Festival Herder em agosto desse ano em Weimar. Liszt deixou indicações para a orquestração e Joachim Raff valeu-se dessas notas para produzir uma partitura que se usou na primeira representação. Este concerto celebrava a inauguração do monumento a Herder em 24 de agosto desse ano. Em 1855 Liszt reviu tanto a abertura como os coros, dando como resultado a expansão da abertura para um poema sinfónico e os coros para uma obra cénica de concerto. Assim surgiu o poema sinfónico Prometheus (Prometeu), representado pela primeira vez em 18 de outubro desse ano, em Brunswick.
Liszt compôs a obra para ilustrar a prisão, dor, esperança e triunfo final de Prometeu, apresentando-a com o subtítulo "Audácia, sofrimento, resistência, salvação" Porém, a obra resultou incompreensível para o público contemporâneo devido às muitas dissonâncias que acompanham a peça. As partes corais terminavam demasiado cedo e eram inutilizáveis, enquanto a abertura adquiriu vida própria graças às múltiplas execuções propositadas e à direção de Hans von Bülow.
Para a representação dos coros revistos, o crítico de Weimar Richard Pohl condensou a obra de Herder em prólogos para ler  antes de cada coro. Ao contrário do texto alegórico de Herder, os prólogos de Pohl desenvolvem a personagem de Prometeu, enfatizando tanto o seu sofrimento como a sua turbulenta relação com Zeus. Também criaram uma intensidade que não estava presente no drama de Herder, mas que o poema sinfónico comporta, da furiosa abertura (marcada como Allegro energico ed adagio assai) do material musical principal (marcado como Allegro molto appassionato). O tempo de execução ronda os 13 minutos.

### Mazeppa

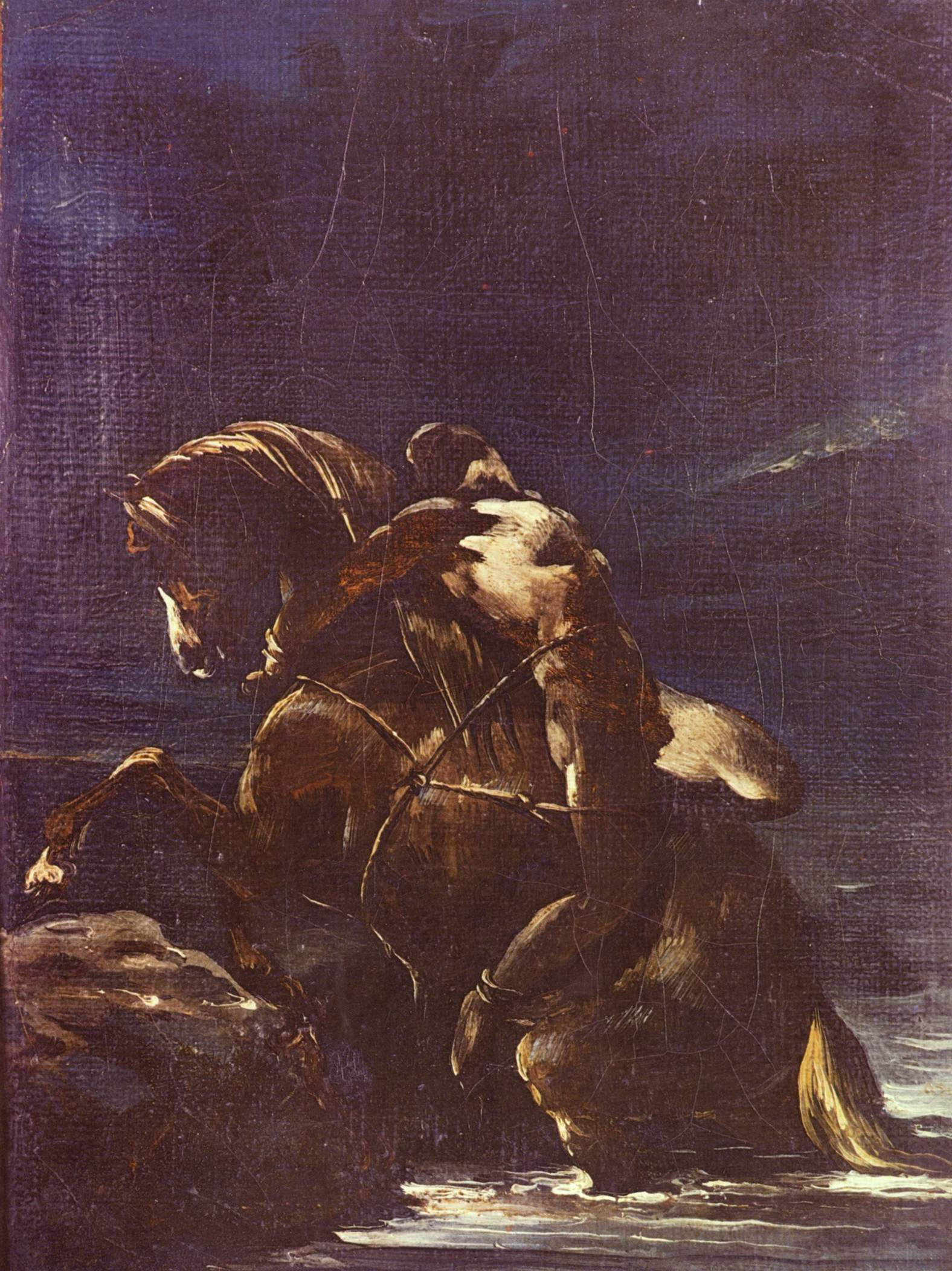
Mazeppa conta a história do herói Ivan Mazepa, aqui retratado por Théodore Géricault.

O sexto poema sinfónico, Mazeppa, foi composto em 1851. Conta a história da vida da personagem homónima, Ivan Mazepa, um sedutor de uma nobre dama da Polónia que foi amarrado nu a um cavalo selvagem, que o transportou até à Ucrânia. Aí os cossacos libertaram-no e fizeram dele o seu hetman.
A mesma personagem tinha inspirado Victor Hugo em Les Orientales e Lord Byron. A peça foi estreada no Teatro da Corte de Weimar em 16 de abril de 1854, e a instrumentalização é de Joachim Raff.
O compositor seguiu a narrativa huguiana para descrever a cavalgada do herói através das imensas estepes no primeiro andamento. As cordas abordam o tema principal, que se transforma e distorce com seis batidas dos timbales, que evocam a queda do cavaleiro. Após um silêncio, as cordas, o fagote e uma trompa solo traduzem o estupor do acidentado, ressuscitado pelos trompetes em Allegro marziale. Os cossacos colocam Mazeppa à frente do seu exército (ouve-se uma marcha) e o tema do herói desdobra-se para concluir em glória. O tempo de execução é de cerca de 13 minutos.

### Festklänge(Sons de festa)
Festklänge (Sons de festa), S.101, foi composto em 1854. É o número 7 dos poemas sinfónicos e tem por base uma obra de Friedrich Schiller, a Homenagem às Artes, mas não existe relação definida com esta obra literária no desenvolvimento narrativo.
O início (Andante mosso con brio) segue a forma sonata mas sem desenvolvimento, ritmada pelos timbales. Segue-se um Andante sostenuto e um Allegretto-tempo rubato, onde se insere uma polca (polonaise), que é uma homenagem à princesa russo-polaca Carolyne zu Sayn-Wittgenstein, com quem Liszt pensava vir a casar, e também um verbunkos, que remete para a ascendência húngara do compositor. A peça foi estreada no Teatro da Corte de Weimar em 9 de novembro de 1854, sob direção do compositor. O tempo de execução ronda os 15 a 17 minutos.

### Héroïde Funèbre(Heroica Fúnebre)
Héroïde Funèbre (Heroica Fúnebre), S.102 é o número 8 dos poemas sinfónicos. Foi instrumentado por Joachim Raff. É muito provável que constitua o primeiro andamento de uma suposta Sinfonia revolucionária que Liszt pensava escrever, dedicada ao marquês de La Fayette. Esta obra fora já pensada trinta anos antes mas nunca se iniciou. Estruturalmente este poema sinfónico é uma longa marcha fúnebre que se desenrola no som lúgubre dos metais e com rufos de tambor. O episódio central, menos triste, é de um lirismo sereno, mas por duas vezes descamba em forte incandescência sonora. Repete-se a marcha fúnebre e uma coda resume os vários temas. A peça foi estreada em Breslau em 10 de novembro de 1857. O tempo de execução ronda os 25 minutos.

### Hungaria

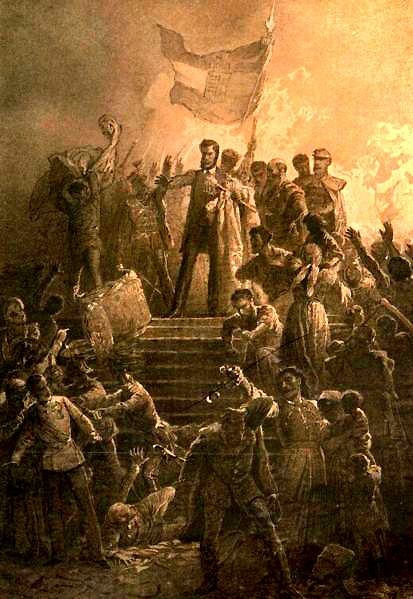
Sándor Petőfi recitando o Nemzeti dal à multidão em 1848 (por Mihály Zichy).

O poema sinfónico Hungaria é baseado em parte na Marcha heroica ao estilo húngaro para piano que o autor escreveu em 1840. Foi estreado sob direção do próprio Liszt no Teatro Nacional Húngaro de Budapeste, em 8 de setembro de 1856, tendo alcançado um grande êxito. «Foi melhor que os aplausos», escreveu o compositor mais tarde. «Todos choraram, tanto homens como mulheres». Saliente-se que na Europa Central se viviam anos de exacerbados nacionalismos.
Hungaria não tem programa (embora possa ser baseado num poema de Mihály Vörösmarty) e é considerada uma das Rapsódias húngaras por uma grande maioria dos musicólogos. Depois de uma curta introdução, marcada como Largo con duolo, o tema principal da Marcha ao estilo húngaro aparece nos clarinetes, fagotes e violas. Este tema e a sua continuação dominam a primeira parte da obra, embora interrompido numa ocasião por uma cadência para violino solista. Esta parte contém as características estilísticas dos verbunkos, com secções Largo con duolo alternando com um Andante marziale em contraste de lassú e friss, ritmos acentuados formalmente e abundante ornamentação violinística. A música aumenta em violência até chegar finalmente a um segundo tema.
Uma das partes mais típicas desta obra é a marcha fúnebre baseada neste segundo tema. Aqui, Liszt desejava claramente simbolizar tanto o fracasso da revolta de Lajos Kossuth na Revolução húngara de 1848 como a esperança de que um dia a Hungria seria libertada pelo seu próprio povo. A obra termina voltando a referir-se a ambos os temas.
A instrumentação consta de três flautas, três oboés, dois clarinetes, dois fagotes, quatro trompas, três trompetes, e uma tuba; na percussão, bombo, tambor, tantã, prato e triângulo; e secção de cordas. A duração aproximada é 25 minutos, o que torna Hungaria um dos mais extensos poemas sinfónicos.

### Hamlet
Hamlet (S.104) é o décimo poema sinfónico da série. É um profundo retrato psicológico do herói homónimo de Shakespeare, Hamlet. Liszt compôs uma versão primitiva, destinada a introduzir a peça teatral, em 1858. Hamlet é visto como uma das melhores e mais executadas composições de Liszt.
Em vez de ilustrar o fluxo dramático da peça, Liszt faz um estudo do carácter do protagonista e no seu decurso conduz o ouvinte através das muitas mudanças de humor que Hamlet sofre ao longo da peça. Liszt, no entanto, não empregou essas passagens como resolução para o frenesim dos temas muitas vezes dissonantes de Hamlet, e em vez disso usou-os como tensão geradora de contrastes. A abertura tem as instruções de Liszt: muito lenta e melancólica. Entram as madeiras, depois os timbales, depois as cordas. Alternam os momentos serenos com os atormentados: a música oscila entre determinada, indecisa, maníaca, grotesca e fúnebre. Os momentos serenos eram para Liszt, segundo as suas instruções, evocações de Ofélia (personagem), personagem pura e inocente. A questão do famoso «ser ou não ser» não é resolvida: Liszt recorre a um pizzicato de cordas graves que termina subitamente. A obra termina assim abruptamente e sem resolução, como se interrompido. A peça foi estreada em Sondershausen em 2 de julho de 1876. O tempo de execução ronda os 14 minutos.

### Hunnenschlacht(A batalha dos hunos)

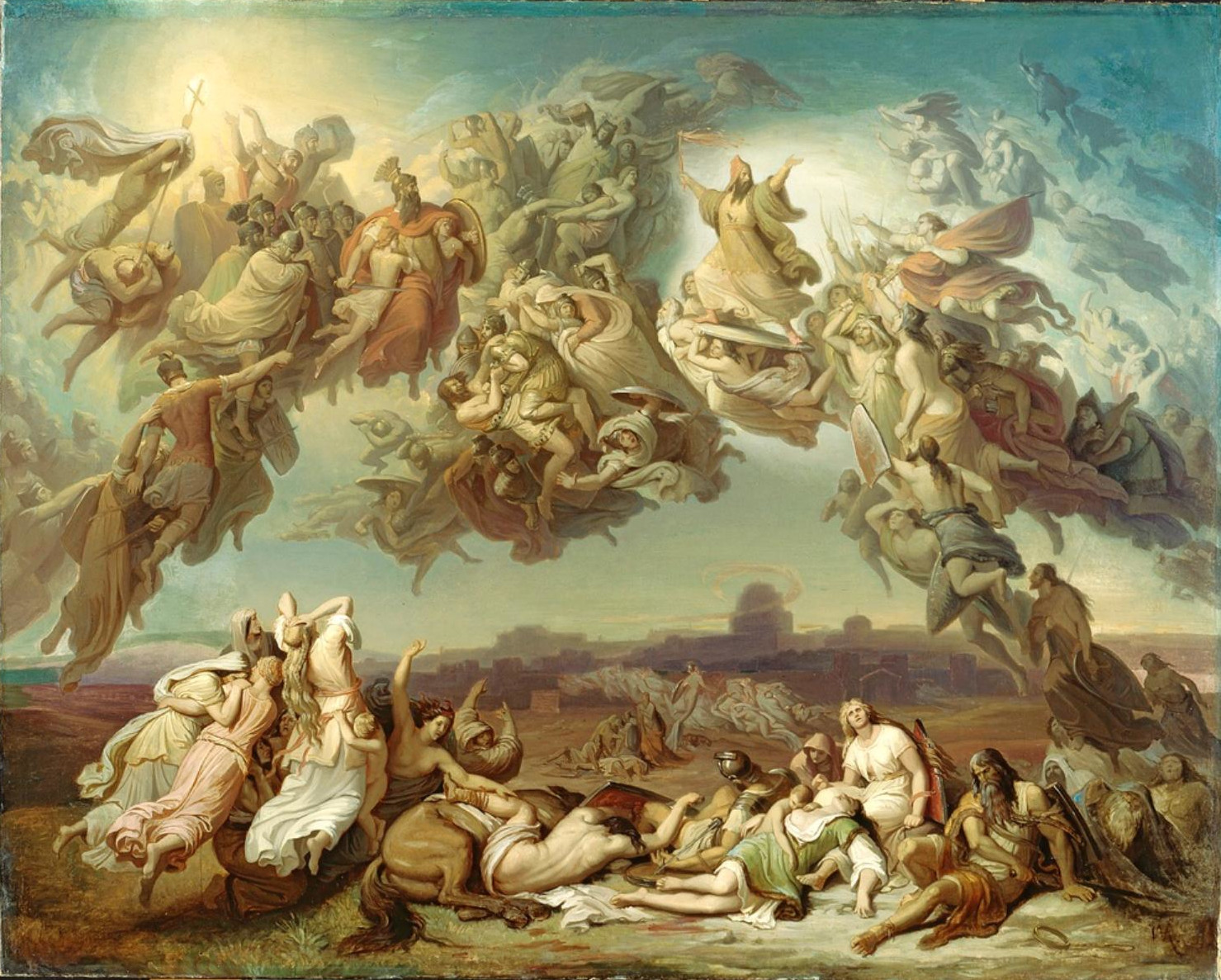
Hunnenschlacht, por Wilhelm von Kaulbach.

Hunnenschlacht, que significa Batalha dos Hunos (S.105), é o número 11 do ciclo. Foi baseado no quadro homónimo de Wilhelm von Kaulbach, composto em 1857 e estreado no Teatro da Corte de Weimar em 29 de dezembro desse ano.
Esta obra está baseada no quadro homónimo de Wilhelm von Kaulbach. A pintura descreve a Batalha dos Campos Cataláunicos, travada a 20 de junho de 451 entre o Império Romano do Ocidente, os visigodos e os alanos, sob o comando de Flávio Aécio e de Teodorico I, por um lado e os hunos, comandados por Átila, no campo oposto. Esta batalha foi a última grande campanha militar do Império Romano do Ocidente e o culminar da carreira de Aécio. Segundo a lenda, a batalha foi tão feroz que as almas dos guerreiros mortos continuaram a peleja no céu.
A primeira parte está marcada como Tempestuoso, allegro non troppo e tem as seguintes indicações do compositor: «Maestros: o timbre da peça deverá manter-se muito escuro e todos os instrumentos devem soar como fantasmas». Liszt conseguiu a maior parte destes efeitos mediante indicações na partitura da secção de cordas sobre o modo de tocar com surdina, mesmo nas paisagens fortissimo. Esta secção representa um ambiente de pressentimento e supressão da raiva antes do estrondo da batalha.
Na segunda parte, Piu mosso, iniciada com um «Schlachtruf» («grito de batalha») das trompas, há um aumento dinâmico das cordas. Começa aí o tema da batalha principal, uma versão formada completamente com material da própria abertura. Toda esta secção usa a chamada escala cigana, que Liszt empregou frequentemente nas suas composições de temática húngara. Nesta secção, o compositor introduziu um efeito invulgar: contra a corrente habitual do uso de música de batalha estridente, os trombones interpretam uma antiga melodia, do género do cantochão, chamada «Crux fidelis», que Liszt foi buscar a um manuscrito do século VI. A descrição do próprio Liszt para esta secção foi «duas correntes de luz contrárias onde os hunos e a Cruz se movem».
O tema «Crux fidelis» é interpretado posteriormente pelas cordas numa parte tranquila e pacífica, que contrasta com a anterior. A música cresce em intensidade, incluindo finalmente um órgão e a secção de metais entre bastidores e conclui de forma triunfal, com um tutti que ilustra a vitória do mundo cristianizado sobre a barbárie. O tempo de execução é de 14 a 15 minutos.

### Die Ideale(Os ideais)

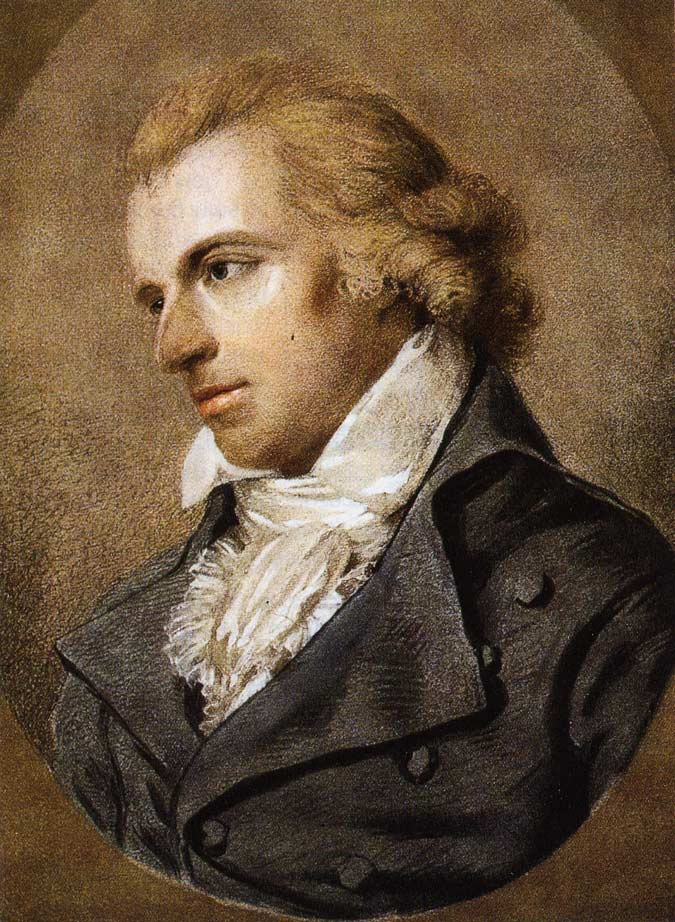
Para Die Ideale Liszt tomou inspiração em versos de Friedrich Schiller.

Die Ideale (Os Ideais), S.104, é o décimo-segundo da série. A obra foi inspirada por versos de Friedrich Schiller (mais especificamente de um dos Poemas filosóficos). Liszt pensara escrever uma sinfonia com três andamentos, mas decidiu-se por um andamento único, amplo e com várias secções - cada uma um excerto do poema de Schiller. Esta forma foi usada frequentemente pelo compositor no final da década de 1850. Como sempre, as considerações formais em Die Ideale são consideravelmente mais importantes para Liszt do que a mera aderência ao modelo literário. Liszt sempre procurou captar a essência da luta filosófica contida no tema, em vez de apenas se cingir à especificidade do texto, e fez alterações significativas ao poema de Schiller - alterando a ordem de apresentação das ideias, fazendo repetições, e não tomando o fim que Schiller escolheu para favorecer "uma repetição dos motivos do movimento de abertura como uma feliz e assertiva conclusão" - tal como escreveu na partitura.
Esta peça inicia-se com um Andante em ré menor, expressivo e sombrio, cheio do pessimismo schilleriano. Depois, um Allegro spirituoso em fá menor faz alternar vários episódios em contraste, antes de uma apoteose conclusiva.
Raramente tocada nos dias de hoje, a peça foi estreada no Teatro da Corte de Weimar em 5 de setembro de 1857, sob direcção do próprio Liszt. O tempo de execução ronda os 27 minutos, pelo que é o mais longo dos poemas sinfónicos de Liszt. Uma versão para dois pianos foi publicada em 1858.

### Von der Wiege bis zum Grabe(Do berço à tumba)
Von der Wiege bis zum Grabe (Do berço ao túmulo, ou Do berço à tumba), S.105, é o último poema sinfónico do ciclo. Começou por ser composto em 1881. É portanto posterior em mais de 20 anos ao poema sinfónico anterior, Die Ideale e tem três andamentos: O Berço (Die Wiege), com um carácter melódico; O Combate pela Existência (Der Kampf ums Dasein) surpreende pela orquestração; e Rumo ao Túmulo, Berço da Vida Futura (Zum Grabe, die Wiege des zukunftigen Lebens) que retoma no final o tema do início, com resignação nostálgica. O suporte instrumental é definido de forma comedida, quase como se fosse música de câmara com violinos, violas, harpa e flautas. O principal tema é caracterizado na segunda parte e vai sendo transformado, de modo que só sons não violentos (dolente) se fazem ouvir. A parte final é harmonicamente difícil de definir. O trabalho termina com uma passagem solo de violoncelo. A intenção de Liszt era dar um carácter intensamente cromático e lento ao final e combinar os temas anteriores para conduzir o ouvinte a uma sensação feérica, como se o mundo se desintegrasse e desse lugar a uma nova forma de existência.

## Acolhimento

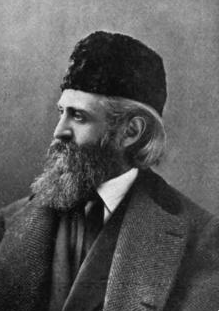
Leopold Damrosch ajudou a popularizar os poemas sinfónicos de Liszt.

Liszt preparou os seus poemas sinfónicos numa época de grande debate entre os músicos da Europa Central em geral e Alemanha em particular, conhecido como Guerra dos Românticos. Todos admiravam a obra de Beethoven, e um grupo conservador que incluía Brahms e membros do Conservatório de Leipzig, tinha-o como marco inultrapassável. Em contraste, Wagner e a Nova Escola Alemã (incluindo Liszt) viam as inovações de Beethoven como novos começos na música. Neste clima, Liszt previu a controvérsia potencial que os seus poemas sinfónicos iriam gerar, e escreveu: "O barómetro dificilmente me é favorável neste momento. Espero uma forte chuvada quando os poemas sinfónicos surgirem." Joachim perdeu entusiasmo com o que considerou a sua falta de criatividade. O cirurgião Theodor Billroth, que era um amigo de Johannes Brahms, escreveu sobre eles, "Esta manhã [Brahms] e Kirchner tocaram os Poemas Sinfónicos (sic) de Liszt em dois pianos … música infernal, nem pode ser chamada música — música de papel higiénico! Finalmente vetei Liszt por via médica e purgámo-nos com o [arranjo para piano do] Sexteto para cordas em sol maior de Brahms." Wagner era mais recetivo; concordou com a ideia de unidade das artes que Liszt partilhava e escreveu isso na sua "Carta Aberta sobre os Poemas Sinfónicos de Liszt". Walker considera esta carta fundamental na Guerra dos Românticos:
«Está cheia de informações incisivas sobre a verdadeira natureza da "música programática", sobre a misteriosa relação entre "forma" e "conteúdo" e sobre as relações históricas que ligam o poema sinfónico à sinfonia clássica (…) Os poemas - assegura Wagner aos leitores - foram primeiro e mais que tudo música. A sua importância para a história (…) reside no facto de Liszt ter descoberto um modo de criar o seu material a partir da essência potencial das outras artes (…) As notas centrais de  Wagner são tão precisas (…) que apenas podemos supor que tenha havido discussões [entre Liszt e Wagner] sobre o que era realmente um "poema sinfónico".»
Foi tal a controvérsia sobre estas obras, e estes dois pontos foram notados pelos críticos. Primeiro, a própria atitude de Liszt em relação à música programática vinha da Sinfonia Pastoral de Beethoven, e ele provavelmente argumentaria que a sua música, como a Pastoral, era "mais expressão de sentimento que ilustração." Em segundo lugar, compositores mais conservadores como Felix Mendelssohn e Brahms também escreveram música programática. A Abertura As Hébridas poderia ser considerada como uma paisagem marítimo-musical com base na experiência autobiográfica mas indistinguível na intenção musical dos poemas sinfónicos de Liszt. Ao intitular a primeira das suas baladas Opus 10 como "Eduardo", Brahms deu-lhe nome como contraponto musical à antiga saga escocesa homónima. Não foi esta a única altura em que Brahms escreveria música programática.

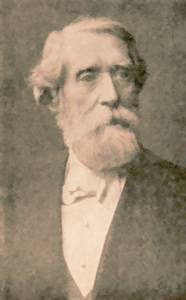
Karl Klindworth, seguidor de Liszt, que dirigiu os poemas sinfónicos.

As novas obras de Liszt não encontraram êxito garantido por parte do público, em especial em cidades onde as pessoas estavam mais habituadas a musica programática mais conservadora. Enquanto Liszt tinha "sólido êxito" com Prometheus e Orpheus em 1855 quando dirigia em Brunswick, o clima para Les Préludes e Tasso nesse dezembro em Berlim era menos acolhedor. A sua execução de Mazeppa dois anos depois em Leipzig quase que era suspensa por causa dos apupos da assistência. Houve um incidente parecido quando Hans von Bülow dirigiu Der Ideale em Berlim em 1859; depois da actuação, o maestro virou-se para a assistência e deu ordem aos que protestavam que saíssem, dizendo "não é costume assobiar nesta sala." A situação melhoraria nas décadas seguintes, graças aos esforços de discípulos de Liszt tais como Bülow, Carl Tausig, Leopold Damrosch e Karl Klindworth. Mesmo assim, as assistências nessa época estavam confusas quanto às obras.
As assistências eram desafiadas pela complexidade das obras, que também causaram problemas para os músicos. Escritos em novas formas, os poemas sinfónicos usavam marcas de tempo pouco ortodoxas, produzindo um tempo por vezes invulgar. O ritmo irregular era difícil de tocar e soava errático aos ouvintes. Comparado com as harmonias suaves das sinfonias de Mozart ou Haydn, ou com as árias de ópera da época, as harmonias avançadas produziam música dura ou invulgar. Devido ao uso de armaduras, um poema sinfónico tinha muitos sustenidos e bemóis, mais que uma obra dita normal. O maior número de notadas era um desafio para os músicos, que tinham que fazer transposições das notas de acordo com a partitura. As rápidas flutuações na velocidade eram outro factor de complexidade. O uso constante de texturas de música de câmara, produzidas com execução de solos ou com pequenos grupos a tocar passagens em conjunto, causava stress na orquestra; os erros do solista ou dos pequenos grupos não eram "cobertos" pelo som global da orquestra e tornavam-se notados por todos.
Estes aspectos do poema sinfónico exigiam que os executantes tivessem calibre superior, entoação perfeita, ouvidos aguçados e conhecimento das funções dos membros da sua orquestra. A complexidade dos poemas sinfónicos pode ter sido um motivo para que Liszt tivesse pedido a outros maestros para "manter distância" das obras até que estivessem preparados para lidar com o desafio. A maioria das orquestras de cidades pequenas nessa altura não era capaz de atender às exigências desta música. As orquestras contemporâneas também eram desafiadas ao tocar estas obras pela primeira vez. Liszt mantinha as suas obras em manuscritos, distribuindo-os pela orquestra. Algumas partes dos manuscritos estavam tão emendadas que os músicos tinham dificuldade em as decifrar - quanto mais tocá-las. Os poemas sinfónicos eram considerados um tal risco a nível económico que as partes orquestrais de muitos deles só seriam publicadas na década de 1880.

## Legado
Com a excepção de Les Préludes, nenhum dos poemas sinfónicos entrou no repertório "standard", embora os críticos sugiram que os melhores destes — Prometheus, Hamlet e Orpheus — merecem ser ouvidos atentamente. O musisólogo Hugh Macdonald escreveu: "Desiguais no âmbito e alcance, olham para a frente, por vezes para desenvolvimentos modernos e lançam as sementes de uma rica colheita de música para as duas gerações seguintes." Falando do género em si mesmo, Macdonald diz ainda que embora o poema sinfónico seja relacionado com a ópera na sua estética, supera efectivamente a ópera e música cantada ao tornar-se "o mais sofisticado desenvolvimento de música programática na história do género." O especialista em Liszt Humphrey Searle essencialmente concorda com Macdonald, indicando que Liszt "desejava elaborar ideias filosóficas e humanísticas que eram da maior importância para si." Estas ideias não eram apenas relacionadas com os problemas pessoais de Liszt como artista, mas também coincidiam com problemas explícitos abordados pelos escritores e pintores desse tempo.
No desenvolvimento do poema sinfónico, Liszt "satisfez três das principais aspirações da música novecentista: relacionar a música ao mundo exterior, integrar formas multi-movimento… e elevar a música programática instrumental a um nível mais alto que o da ópera, o género antes visto como o mais elevado modo de expressão musical." Ao preencher estas necessidades, o poema sinfónico teve um papel principal, alargando o âmbito e poder expressivo da música de vanguarda da sua época. De acordo com o historiador Alan Walker, "a sua importância histórica é inegável; tanto Sibelius como Richard Strauss foram influenciados por eles, e adaptaram e desenvolveram o género à sua própria maneira. Por todas as falhas que apresentam, estas peças oferecem ainda muitos exemplos do espírito pioneiro pelo qual Liszt é celebrado."